# Liste des longs métrages éthiopiens proposés à l'Oscar du meilleur film international
Cet article présente la liste des longs métrages éthiopiens proposés à l'Oscar du meilleur film international. Ainsi l'Éthiopie a proposé son premier long métrage pour concourir dans cette catégorie en 2010 lors de la 83e cérémonie des Oscars.
L'Academy of Motion Picture Arts and Sciences (AMPAS) qui remet les Oscars du cinéma invite depuis 1957 les industries cinématographiques de tous les pays du monde à proposer le meilleur film de l'année pour concourir à l'Oscar du meilleur film en langue étrangère (autre que l'anglais). Le comité du prix supervise le processus et valide les films soumis. Par la suite, un vote à bulletin secret détermine les cinq nommés dans la catégorie, avant que le film lauréat ne soit élu par l'ensemble des membres de l'AMPAS, et que l'Oscar ne soit décerné lors de la cérémonie annuelle.

## Films proposés par l'Éthiopie
| Année (Cérémonie) | Titre français  | Titre original            | Langue(s) | Réalisateur                     | Résultat  |
| ----------------- | --------------- | ------------------------- | --------- | ------------------------------- | --------- |
| 2011 (83e)        | Atletu          | እትሌቱ Atletu               | amharique | Davey Frankel et Rasselas Lakew | Non nommé |
| 2015 (87e)        | Difret          | ድፍረት Difret               | amharique | Zeresenay Berhane Mehari        | Non nommé |
| 2016 (88e)        | Lamb            | Lamb                      | amharique | Yared Zeleke                    | Non nommé |
| 2020 (92e)        | Yenifasu Filmya | የንፋሱ ፍልሚያ Yenifasu Filmya | amharique | Jan Philipp Weyl                | Non nommé |